# Der Knastcoach
Der Knastcoach ist eine US-amerikanische Filmkomödie von Regisseur Etan Cohen aus dem Jahr 2015. Die Kinopremiere in den Vereinigten Staaten war am 27. März 2015. In Österreich kam der Film am 24. April 2015 in die Kinos und in Deutschland am 7. Mai 2015.

## Handlung
James King lebt als hochbezahlter Fondsmanager auf der Erfolgsspur und steht kurz davor, die attraktive Tochter seines steinreichen Chefs zu heiraten. Doch aufgrund einer für ihn völlig undurchsichtigen Intrige wird er, obwohl völlig unschuldig, wegen Veruntreuung und Anlagebetrug zu einer zehnjährigen Haftstrafe in einem Hochsicherheitsgefängnis verurteilt, die er in dreißig Tagen antreten muss.
Aus Angst vor den Verhältnissen in der Haftanstalt heuert er den schwarzen Autowäschebetreiber Darnell Lewis an, der ihn für das Leben im Gefängnis abhärten soll. Er engagiert ihn, da er die sich später als falsch herausstellende Vermutung hat, dass Darnell als typischer Afroamerikaner schon Erfahrungen im Gefängnis gemacht hat. Der nicht vorbestrafte Darnell lässt ihn in dem Glauben, da er unbedingt Eigenkapital für eine Hausfinanzierung benötigt, um endlich mit seiner Familie aus dem Ghetto wegziehen zu können.
Das Trainingsprogramm für James umfasst unter anderem Selbstverteidigung, Oralsex und andere überlebenswichtige Fähigkeiten für den Knastalltag. Am Ende schaffen sie es allerdings gemeinsam, die Intrige aufzudecken und die tatsächlichen Betrüger zu überführen. Da James hierbei eine nicht registrierte Waffe bei sich trug, muss er dennoch für sechs Monate ins Gefängnis. Nach Ablauf der Strafe holt ihn Darnell ab, der für ihn mittlerweile zum Freund geworden ist und in dessen Waschstraße er investiert hat.

## Hintergrund
Der Film wurde in New Orleans auf einem Golfplatz, in einer Villa in Metairie, einem Gefängnis und im Stadtviertel Ninth Ward von New Orleans gedreht.
Das Filmbudget betrug rund 40 Mio. USD. Das weltweite Einspielergebnis betrug rund 112 Mio. USD.

## Kritiken
Der Streifen erhielt überwiegend negative Kritiken.
So erzielte er beispielsweise nur eine Wertung von 28 % bei Rotten Tomatoes und eine Bewertung von 6,2 von 10 möglichen Sternen in der Internet Movie Database. Filmstarts vergab 3,2 von 5 Punkten und Moviepilot 5,2 von 10.